# Open frame

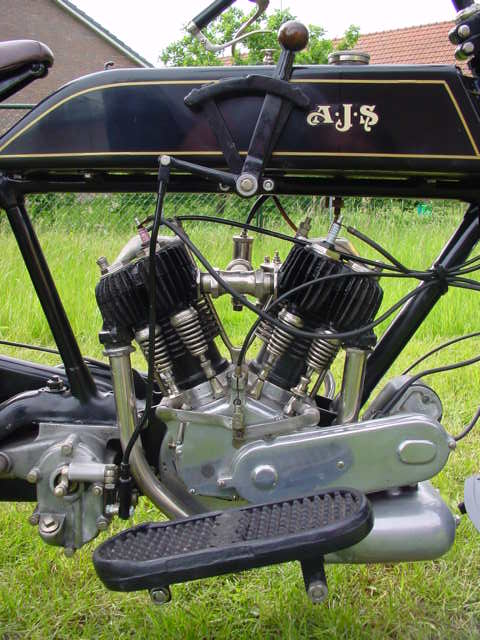
In het open frame van deze AJS Model D uit 1920 had de motor een dragende functie. Desondanks was het geheel sterk genoeg voor zijspangebruik.

Een open frame is een motorfiets-frame zonder onderbuizen, waarbij het motorblok als dragend deel fungeert.
Achterbrug · Balhoofd · Brugframe · Buisframe · Composietframe · Deltabox · Dubbel wiegframe · Duplex frame · E-box frame · Enkel wiegframe · FAST frame · Featherbed frame · Garden gate frame · Lateral Frame Concept · LCG Twin Tube · Loop Frame · Lowboy frame · MR-Albox · Omega frame · Open frame · Perimeter frame · Pivot frame · Pivotless frame · Plaatframe · Raked frame · Rigid frame · Semi-pivotless frame · Slimline frame · Spaceframe · Springframe · Starframe · Stijf frame · Tankframe · Twin Spar frame · Vakwerkframe · Wiegframe · Zeta frame